# Comisia Brundtland

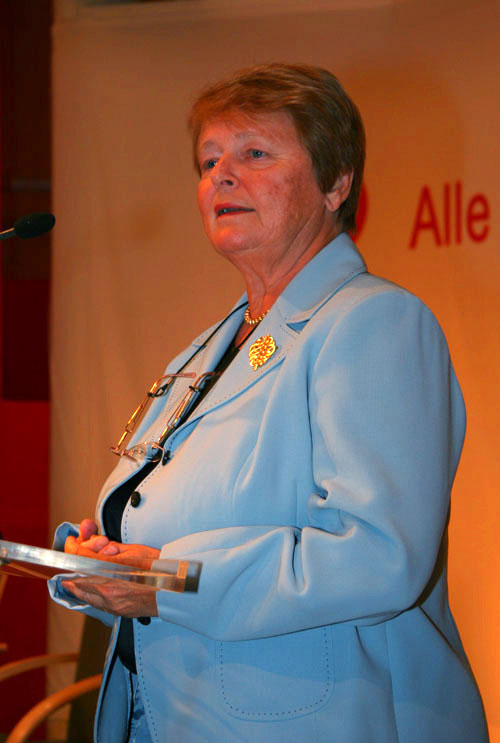
Gro Harlem Brundtland, prima președintă a comisiei.

Comisia Brundtland, fostă Comisie Mondială pentru Mediu și Dezvoltare, a fost o comisie a ONU care își propunea să unească țările în dorința unei dezvoltări durabile. A fost fondată în 1983 când Javier Pérez de Cuéllar, secretarul general al Națiunilor Unite, a numit-o pe Gro Harlem Brundtland, fostul prim-ministru al Norvegiei, ca președinte al comisiei. Brundtland a fost aleasă datorită marii sale experiențe în științe și sănătatea publică.
Comisia Brundtland s-a dizolvat oficial în 1987, după ce a lansat Viitorul nostru comun, cunoscut și sub numele de Raportul Brundtland. Documentul a popularizat termenul dezvoltare durabilă și a câștigat Premiul Grawemeyer⁠(d) în 1991. În 1988, Center for Our Common Future (în română Centrul pentru viitorul nostru comun) a înlocuit comisia.

## Definiția dezvoltării durabile
Raportul Brundtland a fost menit să răspundă conflictului dintre creșterea economică globalizată și accelerarea degradării ecologice prin redefinirea dezvoltării economice în termeni de dezvoltare durabilă. Se consideră că a elaborat cea mai răspândită definiție a durabilității:
„Dezvoltarea durabilă este dezvoltarea care corespunde nevoilor prezentului fără a compromite capacitatea generațiilor viitoare de a-și satisface propriile nevoi.”